# Rachid Adane
Rachid Adane (né le 2 décembre 1964 à El Biar, Alger en Algérie) est un footballeur professionnel algérien. Évoluant au poste de milieu de terrain, Adane a notamment brillé sous les couleurs de la JS Kabylie, où il a remporté plusieurs titres nationaux et continentaux.

## Carrière de joueur

### Jeunes catégories
Adane commence à jouer au football dès son plus jeune âge. Repéré par un recruteur en 1979, il est admis à un test de pré-sélection. Il est alors âgé de 15 ans. Adane jouera ainsi durant plusieurs années dans toutes les catégories junior du club.

### En club
Après avoir été formé, Adane rejoint en 1983 le club de la JS Kabylie. Avec la JSK, Adane gagne onze titres dont deux Coupes d'Afrique et deviendra en 1992 capitaine d'équipe, il était surnommé par Matoub "le poumon de la JS Kabylie" en raison de sa technique de jeu et de son endurance.
En 1997, Adane quitte la JS Kabylie, club auquel il est très attaché, pour rejoindre le club algérien du Mouloudia Chabab El Eulma.
En 1999, Rachid Adane signe avec le club de l'IRB Hadjout, club avec lequel il mettra fin à sa carrière en 2000.
Il est l'un des joueurs les plus titrés de la JSK avec 11 titres.

## Carrière de dirigeant
Après avoir pris sa retraite de footballeur en 2000, Adane s'installera en France, en région parisienne, où il occupe le poste de dirigeant sportif et d'entraîneur depuis plusieurs années.

## Palmarès
- Vainqueur de la Coupe d'Afrique des clubs champions (1) : en 1990 avec la Jeunesse sportive de Kabylie
- Vainqueur de la Coupe d'Afrique des vainqueurs de coupe (1) : en 1995 avec la Jeunesse sportive de Kabylie
- Champion d'Algérie (5) : en 1985, 1986, 1989, 1990 et 1995 avec la Jeunesse sportive de Kabylie
- Vainqueur de la Coupe d'Algérie (3) : en 1986, 1992 et 1994 avec la Jeunesse sportive de Kabylie
- Vainqueur de la Supercoupe d'Algérie (1) : en 1992 avec la Jeunesse sportive de Kabylie